# Sofie Dossi
Pour les articles homonymes, voir Dossi.
 (janvier 2024).
Sofie Clarice Dossi (née le 21 juin 2001) est une actrice, contorsionniste, voltigeuse, YouTubeuse, danseuse, chanteuse et personnalité Internet américaine. En 2016, elle devient célèbre en atteignant la final de la onzième saison de America's Got Talent. En mai 2023, sa chaîne YouTube compte 8,7 millions d'abonnés et 1,6 milliard de vues.

## Jeunesse
Sofiee Dossi grandit dans la ville de Cypress, dans le sud de la Californie,. Elle est scolarisée à la maison dès son plus jeune âge par sa mère, Abir. Elle est d'origine arabe du côté de sa mère et italienne du côté de son père[source secondaire souhaitée].
Enfant, Dossi prend des cours de gymnastique et de danse et apprend le piano,. Lorsqu'elle découvre qu'elle est capable de performer de la même manière que le contorsionniste dans une vidéo du Cirque du Soleil, elle a commence à l'âge de douze ans à apprendre la contorsion en imitant les poses qu'elle trouve sur YouTube et en inventant de nouvelles poses,,. Elle s'est rapidement produite lors de réunions entre amis et en famille et a par la suite été embauchée pour des événements plus importants,. Malgré de fréquentes spéculations en ligne, Dossi possède une colonne vertébrale,.

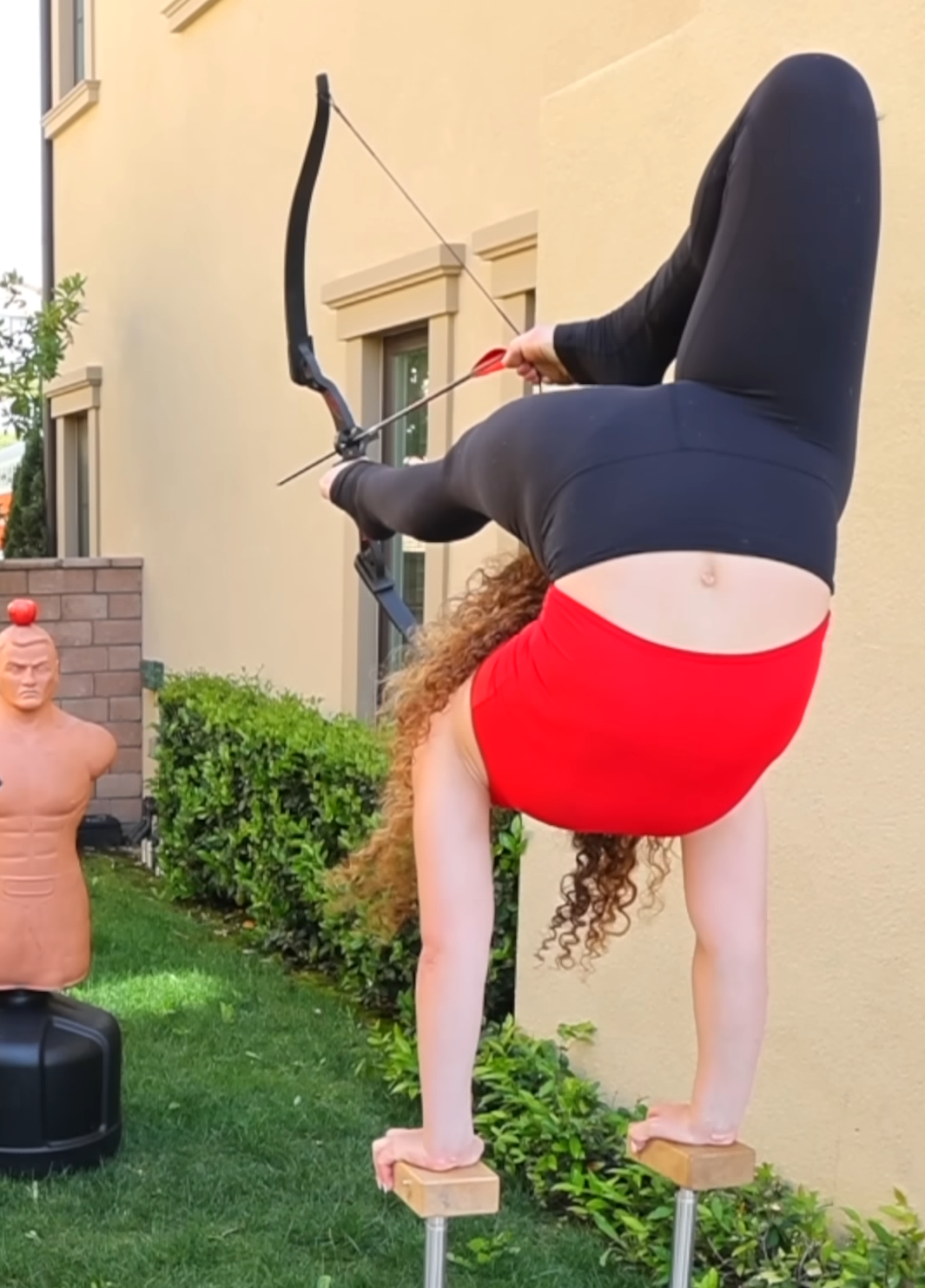
Dossi en 2023, tirant un arc et des flèches avec ses pieds dans une vidéo des Stokes Twins.

### America's Got Talent
En 2016, Sofie Dossi, alors âgée de quatorze ans, participe à la onzième saison de l'émission America's Got Talent, où elle réalisé divers performances illustrant sa flexibilité, sa force et sa dextérité,. Sa première performance consiste à tirer un arc et des flèches avec ses pieds tout en faisant le poirier,. Après une autre performance comprenant une routine de cerceau aérien et le tir d'une flèche enflammée avec un arc avec ses pieds, la juge invitée Reba McEntire lui décerne le « Golden Buzzer » lors des Judge Cuts,. Lors de la finale de la saison, elle réalise une autre routine avec des figures de poirier et un cerceau aérien, mais ne parvient à se classer parmi les cinq premières,.
Elle revient dans la série en 2019 pour la première saison d'America's Got Talent: The Champions. Elle réalise un numéro aérien dans le premier épisode et termine à la troisième place.
Sofie Dossi apparaît dans la saison 14 où elle collabore avec la chanteuse Bianca Ryan et le violoniste Brian King Joseph lors des premiers quarts de finale de la saison durant lesquels elle résalise sa performance aérienne en arrière-plan. Dans la saison 18, Dossi retrouve Reba McEntire pour une performance spéciale lors de l'émission des résultats finaux. Pendant que McEntire chante Can't Even Get the Blues, Dossi faisait ses contorsions habituelles, équilibres sur les mains et performances aériennes.
En 2024, Dossi participe à America's Got Talent: Fantasy League. Lors des tours préliminaires, elle reçoit le « Golden Buzzer » de son mentor Heidi Klum qui l'envoie directement en finale.[réf. nécessaire]

### YouTube
Dossi met en ligne la première vidéo sur sa chaîne YouTube fin 2016 et continue de publier chaque semaine. En 2023, sa chaîne a accumulé plus de 9 millions d'abonnés et plus de 1,8 milliard de vues. Pour son travail sur YouTube, elle est nommée pour plusieurs Streamy Awards.
Son père, Mike, l'aide dans sa carrière en concevant des accessoires et en effectuant des roadying, et son frère aîné, Zak, produit et apparaît dans ses vidéos YouTube,.

### Télévision
En tant qu'actrice, Dossi fait des apparitions sur Frankie et Paige et Agent K.C. de Disney Channel. Elle joue dans l'émission télévisée Brat Boss Cheer (2018-2019).

### Musique
Dossi s'aventure dans la musique pop avec la sortie de son premier single, « Bunny », le 19 août 2022,. Elle co-écrit cette chanson de rupture avec son frère, Zak, qui a réalisé le clip,.

## Filmographie

### Télévision
- 2016 : America's Got Talent (saison 11) : elle-même (concurrente)
- 2016 : Agent K.C. : contorsionniste (1 épisode)
- 2016 : Frankie et Paige : Se (1 épisode)
- 2018 : Bravo du patron : Dany
- 2019 : America's Got Talent : Les Champions : elle-même (concurrente)
- 2019 : America's Got Talent (saison 14) : elle-même (artiste invitée)
- 2023 : America's Got Talent (saison 18) : elle-même (artiste invitée)
- 2024 : America's Got Talent : Fantasy League : elle-même (concurrente)